# Anjeerodiplosis nainensis
Anjeerodiplosis nainensis är en tvåvingeart som först beskrevs av Grover 1963.  Anjeerodiplosis nainensis ingår i släktet Anjeerodiplosis och familjen gallmyggor. Inga underarter finns listade i Catalogue of Life.